# Anisoptera (planta)
Anisoptera es un género con 10 especies de plantas con flores perteneciente a la familia Dipterocarpaceae. Comprende 34 especies descritas y de estas, solo 10 aceptadas.

## Distribución
Las diez especies se distribuyen desde Chittagong (Bangladés) a Nueva Guinea (Ashton 2004).  Ocho de las diez especies se incluyen actualmente en la lista roja UICN.  De éstos, cuatro especies están listadas como críticamente en peligro y los otros cuatro como en peligro de extinción. La principal amenaza es la pérdida de hábitat. 

## Taxonomía
El género fue descrito por Pieter Willem Korthals y publicado en Verhandelingen over de Natuurlijke Geschiedenis der ... 65. 1841.
Etimología
Anisoptera: nombre genérico que  deriva del griego (anisos = "desigual" y pteron = "ala") y describe la desigualdad en los lóbulos del cáliz.

## Especies seleccionadas
- Anisoptera aurea Foxw.
- Anisoptera costata
- Anisoptera curtisii
- Anisoptera grossivenia
- Anisoptera laevis
- Anisoptera marginata
- Anisoptera megistocarpa
- Anisoptera parvifolia Warb.
- Anisoptera reticulata
- Anisoptera scaphula
- Anisoptera thurifera (Blanco) Blume